# Vasco Berardo
Vasco Berardo (Coimbra, 1933 – Coimbra, 1 de julho de 2017) foi um pintor, medalhista e escultor português. 

## Biografia
Vasco Berardo nasceu em 1933.
Mesmo sendo autodidacta, foram seus mestres José Contente, António Vitorino, Manuel Pereira e o arquitecto Fernandes.
Fez a sua primeira exposição em 1951 com Os Novos de Coimbra. 
Berardo colaborou com o Círculo de Artes Plásticas de Coimbra (CAPC) e foi um dos fundadores do Movimento Artístico de Coimbra (MAC).
Com um vasto currículo, a sua obra é uma das mais extensas a nível nacional. Com exposições individuais e colectivas em todo o país e no estrangeiro, durante o seu período neo-realista deixou uma marca profunda na cidade de Coimbra com o mural do antigo Café Mandarim na Praça da República.
Escultura em bronze e madeira, cerâmica, azulejaria, pintura, tapeçaria, metais e obra gráfica fazem parte do seu mundo, da sua inovação e criatividade. Destacou-se como medalhista contando hoje com cerca de 500 medalhas na sua vasta obra.
Foi preso em 1962 pela PIDE tendo estado na prisão de Caxias e na cadeia do Aljube.
Em 1975, com um trabalho alusivo a “Os Direitos do Homem” conquistou o 1.º Prémio Internacional de Medalhística, na Polónia.
Entre os seus trabalhos encontram-se, por exemplo, um busto do poeta Afonso Duarte, uma estátua do cirurgião e filantropo Fernando Bissaya Barreto ou a medalha do sétimo centenário da Universidade de Coimbra.
O mestre Vasco Berardo foi o artista escolhido pelo Instituto Politécnico de Coimbra para homenagear os seus dois antigos presidentes da Comissão Instaladora, (Lélio Quaresma Lobo e Luís Filipe Requicha Ferreira) através de dois retratos, pintados a óleo, expostos no edifício da presidência do IPC.
Vasco Berardo morreu a 1 de julho de 2017, aos 83 anos de idade, no pólo Hospital Geral dos Hospitais da Universidade de Coimbra, onde se encontrava internado.